# Імператор Тендзі
Імператор Те́ндзі (яп. 天智天皇, てんちてんのう / てんじてんのう, тенті тенно / тендзі тенно; 626 — 7 січня 672) — 38-й Імператор Японії, синтоїстське божество. Роки правління: 24 серпня 661 — 7 січня 672.

## Біографія
24 серпня 661 року успадкував трон.662 року продовжив підготовку до військової кампанії на допомогу державі Пекче. На чолі цього війська поставив Абе-но Хірафу, але той 663 року у битві біля Пекчхонкані зазнав нищівної поразки. Тому виникла загроза вторгнення військ китайської імперії Тан на Японські острови. Для оборони імператор наказав на о.Кюсю звести укріплення Мідзукі, Оононокі, гірські замки (ямадзіро) в Цусімі, Цукусі, Наґато, Санукі і Ямато. 
667 року вирішив перенести столицю з Асуки до Оомі. 668 року відбулася офіційна церемонія сходження на трон. 670 року за наказом імператора вперше було проведено перепис населення та дворів. Також вважається, що видав перший звід законів Оомі-рьо (втім деякі дослідники ставлять це під сумнів). Водночас до 671 року прийняв три посольства з Китаю. Помер 672 року.